# Gradec (comitat de Zagreb)
Pour les articles homonymes, voir Gradec.
Gradec est un village et une municipalité située dans le comitat de Zagreb, en Croatie. Au recensement de 2001, la municipalité comptait 3 920 habitants, dont 97,35 % de Croates et le village seul comptait 490 habitants.

## Localités
La municipalité de Gradec compte 20 localités :
| - Buzadovac - Cugovec - Festinec - Fuka - Grabrić - Gradec - Gradečki Pavlovec - Haganj - Lubena - Mali Brezovec | - Podjales - Pokasin - Potočec - Remetinec - Repinec - Salajci - Stari Glog - Tučenik - Veliki Brezovec - Zabrđe |